# Billy Greer
Billy Greer (Surgoinsville, 26 gennaio 1952) è un bassista, cantante e produttore discografico statunitense famoso per essere membro dei Kansas, dopo aver sostituito lo storico membro Dave Hope, mentre dal 2006 è uno dei due cantanti della band.

## Biografia
La sua carriera inizia di fatto nel 1975, quando prende parte ad una serie di concerti la band The Passenger, in qualità di cantante bassista e tastierista, in maniera discontinua fino al 1983.
. Per quanto riguarda il ruolo di frontman ha avuto come principale fonte di ispirazione Eric Bloom dei Blue Öyster Cult.
È inoltre noto per il progetto solista The Sign, sua band di supporto, che esegue i brani dei vari gruppi di cui lo stesso Greer ha fatto parte.

## Carriera

### Nei Kansas
Dopo essere stato solamente per alcuni mesi membro degli Streets, gruppo di supporto di Steve Walsh, nel 1984 entra nei Kansas, di cui diventa di fatto il leader, oltre che cantante e bassista.
Inoltre, dal 2009 al 2012, è stato membro della band di rock progressivo Native Window, spin-off degli stessi Kansas. Suona prevalentemente il basso ma in tutte le band in cui ha fatto parte ha suonato occasionalmente anche la tastiera, la chitarra, e l'armonica a bocca, facendo valere le sue doti di polistrumentista. Nel 2000, con l'album Somewhere to Elsewhere, si afferma definitivamente come uno dei compositori della band, e nei concerti introduce tutti i brani eseguiti.

### Nei Seventh Key
Nel 2001 fonda la band Seventh Key, della quale è voce, bassista e principale autore dei brani insieme a Mike Slamer. Gli album della band sono prodotti da egli stesso.

## Influenze musicali
Nel formare il suo stile nel periodo dell'ingresso nei Kansas, determinanti sono state le influenze bassistiche di Martin Turner, Glenn Cornick e Steve Harris, e l'ispirazione ad artisti come Greg Lake e John Wetton, in grado di cantare e di suonare il basso, ai quali viene spesso accostato.

## Vita privata
Greer ha un figlio musicista, Johnny, componente della band 3 Story Fall, con il quale egli stesso ha occasionalmente collaborato.

## Equipaggiamento
- Fender Precision Bass
- Fender Mustang Bass

## Discografia

### Con i Kansas
- 1986 - Power
- 1988 - In the Spirit of Things
- 1995 - Freaks of Nature
- 1998 - Always Never the Same
- 2000 - Somewhere to Elsewhere
- 2016 - The Prelude Implicit
- 2020 - The Absence of Presence

### Con gli Streets
- 1983 – 1st
- 1985 – Crimes in Mind

### Con i Seventh Key
- Seventh Key, 2001
- I Will Survive, 2013

## Con i Sign
- Signs of Life, 2000

### Solista
- The Raging Fire, 2004